# Маршалл, Рэй
Фредди Рэй Маршалл (англ. Freddie Ray Marshall; род. 22 августа 1928) — американский экономист, министр труда США (1977—1981).

## Биография
Маршалл родился в 1928 году в Ок-Грове, Луизиана, и жил в приюте. Он поступил на службу в военно-морской флот США в 1943 году, когда ему было пятнадцать лет, и служил во время Второй мировой войны. Он получил степень бакалавра искусств в Миллсапском колледже, степень магистра искусств в Университете штата Луизиана и степень доктора философии по экономике в Калифорнийском университете в Беркли.

## Карьера
Маршалл занимал несколько академических должностей, но с 1962 года работает в Техасском университете, за исключением срока его пребывания на посту министра труда США в качестве члена администрации Джимми Картера. Будучи министром труда, он расширил программы государственной службы и профессиональной подготовки в рамках программы экономического стимулирования Картера. Маршалл также был одним из основателей Института экономической политики в 1986 году.